# 友誼大馬路

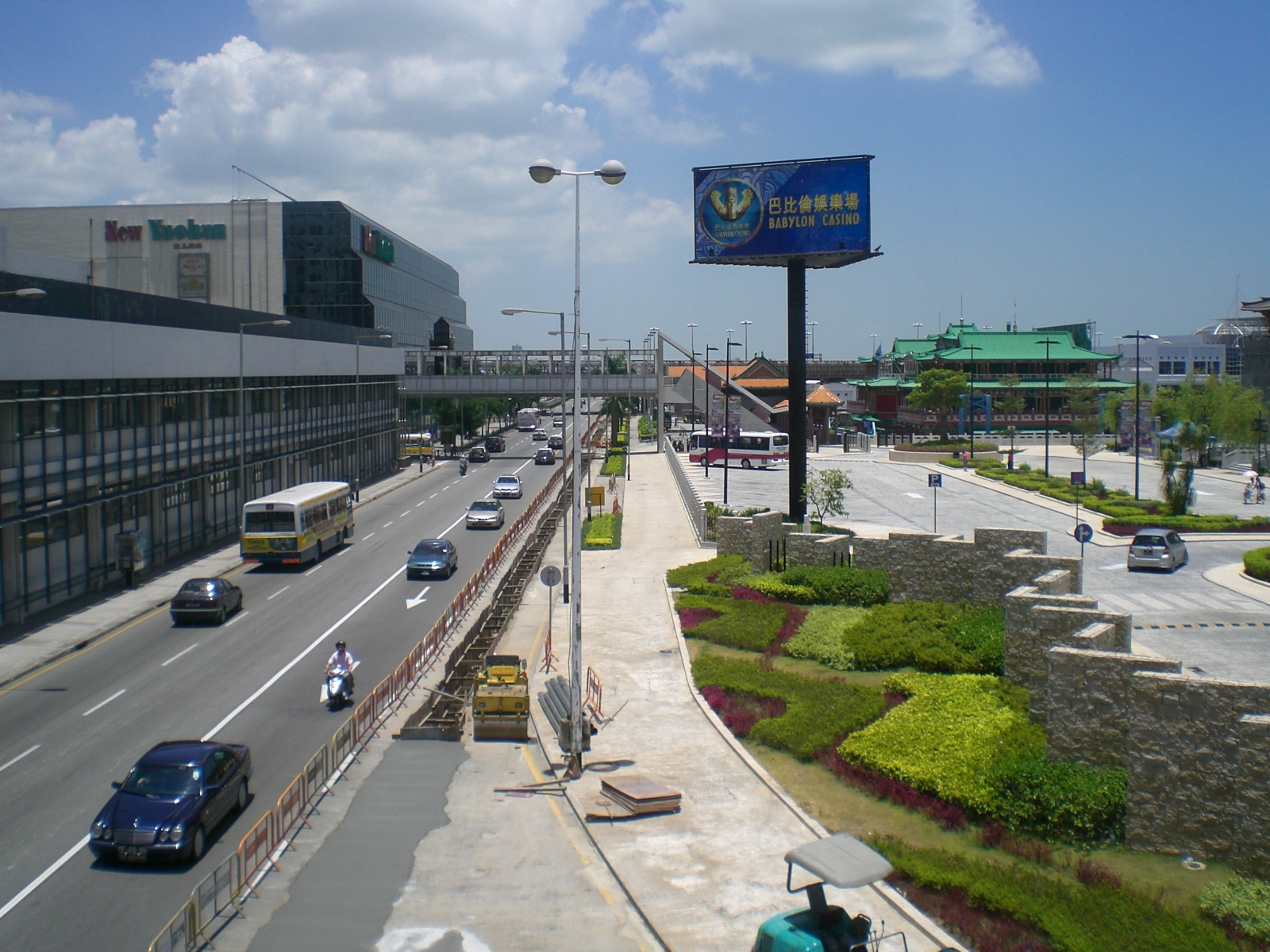
近外港碼頭一段的友誼大馬路

友誼大馬路（葡萄牙語：Avenida da Amizade）位於澳門半島東南，東北起新口岸水塘東北角，西南至亞馬喇前地，長約2,860米。每年澳門格蘭披治大賽車舉行時，該路會成為用作賽車跑道用途。

## 歷史
最初稱薩拉沙博士大馬路（葡萄牙語：Avenida do Dr. Oliveira Salazar，參見葡萄牙獨裁者薩拉查），東南為海，北為新口岸菜地。於1930年代建成，以填海造地方式建成；1950年代成為澳門格蘭披治大賽車東望洋跑道的重要組成部分。
1974年，葡萄牙四二五革命後不久，澳門市政廳把該馬路改稱友誼大馬路。
1989年，時任葡萄牙總統蘇亞利斯訪問澳門後，市政廳把該馬路的西南端瀕臨南灣一段另外命名為蘇亞利斯博士大馬路。

## 整治工程
由於城市發展需要，新口岸的道路使用量日益增加，澳門政府於2005年開展新口岸的交通整治工程，工程範圍包括亞馬喇前地、藝園、友誼大馬路、城市日大馬路、仙德麗街、何賢公園等。整治工程的另一個目的是為了避免每年一度的澳門格蘭披治大賽車所引致的塞車問題。
2006年整治工程完成後，友誼大馬路的行車方向有所更改。

## 沿途重要地點
由東至西
- 新口岸水塘
- 澳門格蘭披治大賽車大樓（控制中心）
- 外港客運碼頭（港澳碼頭）
- 皇宮娛樂場（已停業並被移往筷子基北灣停泊）
- 海立方（前新八佰伴所在地）
- 澳門保安部隊高等學校分教處（前身為治安警察局出入境事務廳大樓）
- 澳門國際中心
- 澳門漁人碼頭
- 金龍酒店及金龍娛樂場
- 金沙娛樂場
- 金蓮花廣場
- 澳門華都酒店及銀河華都娛樂場
- 澳門雅辰酒店（前澳門金麗華酒店）
- 澳門世界貿易中心
- 新華大廈
- 何賢公園
- 藝園
- 宋玉生廣場
- 皇朝廣場
- 澳門置地廣場
- 澳門星際酒店
- 總統酒店
- 金碧娛樂場
- 葡京彎
- 永利澳門（位於仙德麗街）
- 葡京酒店葡京娛樂場